# ستاره داوود

ستارهٔ داوود

ستارهٔ داوود

ستارهٔ داوود (به عبری: ماگن دیوید מָגֵן דָּוִד)، سپر داوود، شکلی مرکب از دو مثلث متساوی الاضلاع یکی رو به بالا و دیگری رو به پایین که روی هم قرار گرفته، تشکیل شده است. این نشان در ادیان و عقاید مختلف، به خصوص یهودیت امروزی کاربرد دارد.
در سدهٔ نوزدهم استفاده از ستارهٔ داوود در میان یهودیان اروپای شرقی به ویژه یهودیان روسی و اوکراینی شدت یافت. یکی از دلایل اصلی گسترش استفاده از آن مقابله با صلیب مسیحیان بود. نخستین استفاده‌ها از ستارهٔ داوود در متون ابتدایی کابالا به زبان عبری است و معمولاً به‌عنوان یک سیگیل برای اعمال جادویی به کار می‌رفته است و به نام مهر یا ختم سلیمان شناخته می‌شده است. این سمبل همچنین در بسیاری کلیساهای مسیحی نیز مورد استفاده قرار می‌گرفت. تا پیش از سدهٔ نوزدهم استفاده از ستارهٔ داوود در میان یهودیان به‌طور رسمی تنها در جمهوری چک، اتریش، قسمت‌هایی از آلمان و پراگ انجام می‌شد.
با ایجاد جنبش صهیونیسم این سمبل نماد این جنبش گردید و در نخستین کنگرهٔ صهیونیسم در سال ۱۸۹۷ میلادی به‌عنوان سمبل جنبش صهیونیسم برگزیده شد.
نخستین اشارات به ستارهٔ داوود یا سپر داوود و ارتباط آن با شش ضلعی در سدهٔ ۱۷ میلادی صورت گرفت. عبارت سپر داوود در سیدور (دعاهای یهودی) به‌عنوان نامی دیگر برای خداوند اسرائیل به‌کار رفته است.

## تاریخچه

### ریشه
کهن‌ترین ستاره داوود یا ستاره شش پر ۳۰۰۰ سال قبل از میلاد مسیح در ارمنستان تاریخی کشف شده است.

### تاریخچهٔ نام
در متونی مربوط به سدهٔ ۱۱ میلادی از سپر داوود به‌عنوان نام دیگر خدای اسرائیل بدون اشاره به هیچ سمبلی استفاده شده است. در دعاهای یهودی نیز این عبارت مورد استفاده قرار گرفته است. این اشاره احتمالاً از زبور ۱۸ گرفته شده است که در آن خداوند به‌عنوان محافظت‌کننده و سپر شناخته شده است.

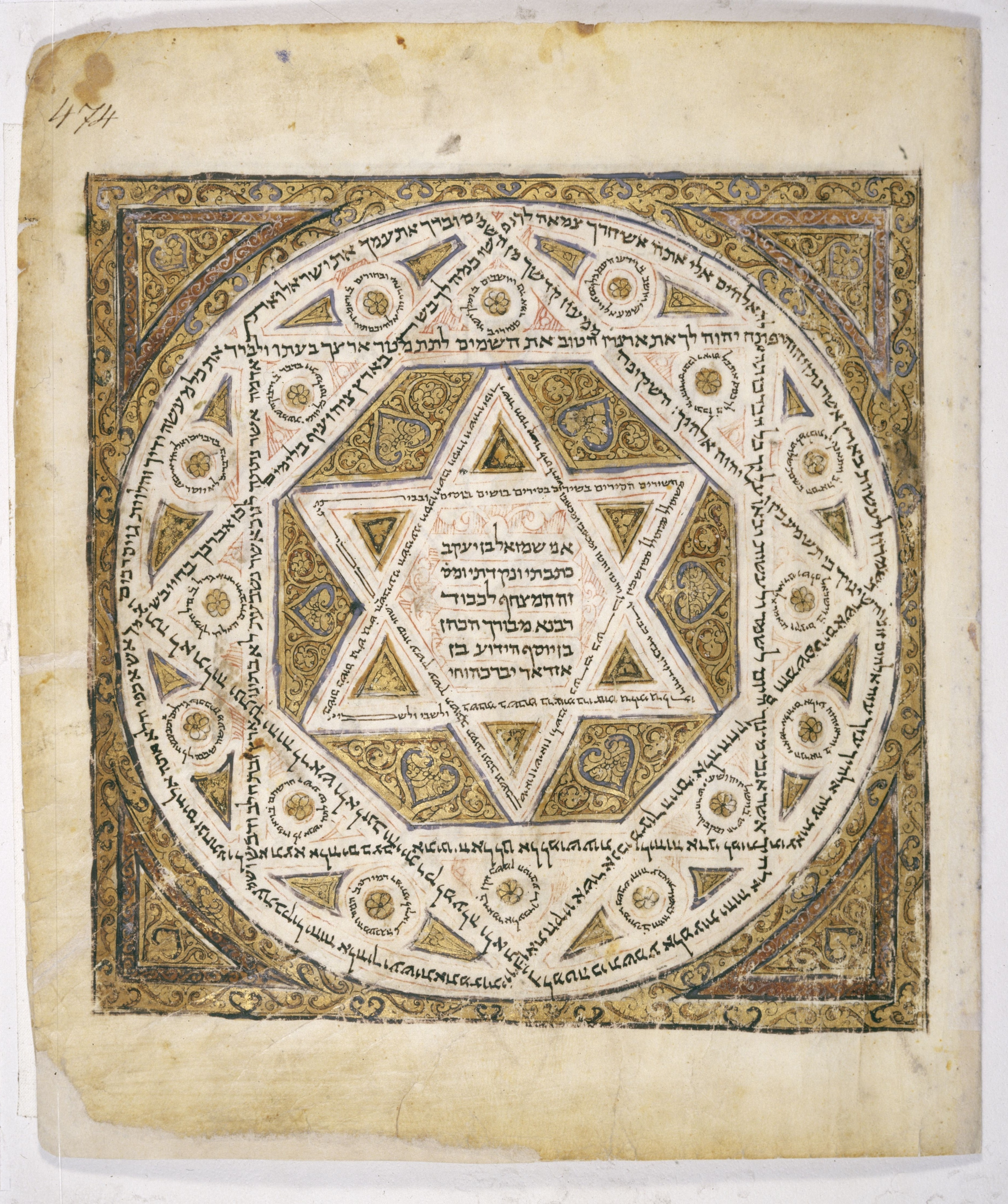
ستارهٔ داوود بر روی تورات نسخهٔ لنینگراد در سال ۱۰۰۸ میلادی.

### نخستین استفاده‌ها
ستارهٔ داوود در عهد عتیق و کتاب مقدس مورد استفاده قرار گرفته است. در کتاب مقدس مهم‌ترین سمبل‌های یهودیان منورا یا شمعدان و شوفار یا شیپور است. ستاره داوود نخست برروی سپر داوود استفاده شد و توسط آن در جنگ‌ها پیروز می‌شد بعدها این ستاره به سلیمان رسید و بعد به مهدی رسید که در زمان ظهور این ستاره را به‌همراه خود دارد. در نوشتارهای ربی‌ها اشاره‌ای به ستارهٔ داوود شده است. استفاده از این نماد در زمان داوود و پس از او در اسرائیل رایج بوده است.

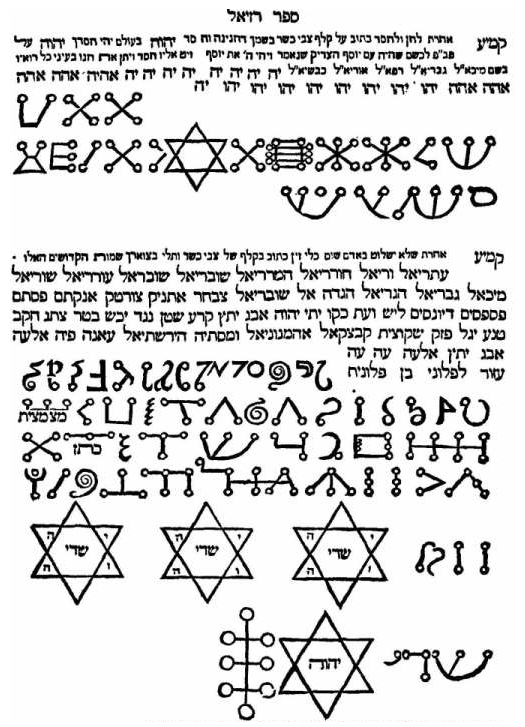
استفاده از ستارهٔ داوود در جادونامهٔ کابالایی سفر رازیل هاملخ.

شش ضلعی در متون یهودی به‌عنوان یک نماد مقدس استفاده می‌شده است. به‌طور مثال در کشور اسرائیل سنگی دارای نماد شش ضلعی در بیرون کنیسه‌ای در جلیل مربوط به سدهٔ ۳ یا ۴ پیش از میلاد است. همانگونه که در کلیساهای براندنبورگ و مارکت کیرخ در هانوور استفاده شده است.
نخستین استفاده‌ها از شش ضلعی در متون یهودی به سدهٔ ۱۱ بازمی‌گردد. یهودا هاداسی در کتاب اشکول هانوفر نوشته است: «هفت نام فرشتگان که قبل از مزوزا آمده است: میخائیل، جبرئیل و همین‌طور. تتراگراماتون از همه آنها حفاظت می‌کند؛ و همچنین سمبلی که «سپر داوود» نام دارد در کنار نام هر فرشته قرار دارد.»
یک استفاده در یک نسخهٔ معروف تورات به نام تورات لنینگراد در اطراف صفحه نوشته شده است. به‌طور مشابهی در یک نسخهٔ دیگر تورات در سال ۱۳۰۷ میلادی ربی یوسف بار یهودا از این سمبل استفاده کرده است. یک سیدور مربوط به سال ۱۵۱۲ میلادی از پراگ دارای این سمبل بر روی جلد خود است.
استفاده از سمبل شش ضلعی در میان ترک‌ها نیز رایج بود. سکه‌های اسلامی ناصرالدین محمود بن محمد در سال ۱۲۰۰ میلادی به دلیل همین تأثیرهای ترکی دارای یک عقاب دو سر در یک طرف و ستارهٔ داوود در طرف دیگر است. همچنین سکه‌های صلاح الدین ایوبی نیز از ستارهٔ داوود استفاده کرده است.

### استفاده درکابالا
بر روی قبرهای یهودی یافته شده در آپولیا در جنوب ایتالیا از سدهٔ سوم پیش از میلاد نماد ستارهٔ داوود وجود دارد. یهودیان آپولیا به خاطر تسلط خود به کابالا معروف بودند که احتمالاً به همین دلیل از ستارهٔ داوود استفاده می‌کردند.
کتاب‌های سحر کابالایی و جادونامه‌ها مربوط به سده‌های میانه دارای سمبل شش ضلعی هستند که آن را به‌عنوان ستارهٔ داوود می‌شناسند.
در زمان رنسانس کتاب اتز حییم که دارای تعلیمات کابالایی ربی اسحاق لوریا است دارای نماد شش ضلعی و دو مثلث بر عکس هم می‌باشد و آن را با عرفان یهودی مرتبط می‌داند. بسیاری اعتقاد دارند که اسحاق لوریا دارای تأثیر زیادی در ارتباط دادن ستارهٔ داوود به‌عنوان یک سمبل یهودی بود. او تدریس می‌کرد که آنچه در بشقاب سدر گذاشته می‌شود باید به صورت یک شش ضلعی باشد؛ ولیکن افرادی مانند گرشوم شولم اعتقاد دارند که اسحاق لوریا در مورد دو مثلث موازی صحبت می‌کرده است و نه یک شش ضلعی.
متون کابالایی ستارهٔ داوود را با عدد هفت مرتبط می‌دانند. این ارتباط از شش جهت فضا به علاوه مرکز گرفته شده است و با نوشتارهای کتاب سفر یتزیرا مرتبط است. در این ارتباط شش سفیروت دارای خواص مذکر و سفیروت هفتم دارای خاصیت مؤنث است.

## استفاده در میان یهودیان اروپای شرقی
در سال ۱۳۵۴ پادشاه بوهم چارلز چهارم برای یهودیان پرچمی سرخ رنگ با ستارهٔ داوود در نظر گرفت. در سال ۱۴۶۰ یهودیان اوفن در مجارستان به استقبال شاه ماتیاس کوروینوس به همراه پرچمی قرمز رنگ دارای ستارهٔ داوود رفتند. نخستین کتاب دعای عبری چاپ شده در پراگ در سال ۱۵۱۲ میلادی دارای یک شش ضلعی بزرگ بر روی جلد آن است. در سال ۱۶۴۸ میلادی یهودیان پراگ اجازه یافتند که دارای پرچم باشند. آن‌ها پرچمی قرمز رنگ که دارای یک ستارهٔ داوود زرد رنگ بود انتخاب کردند.

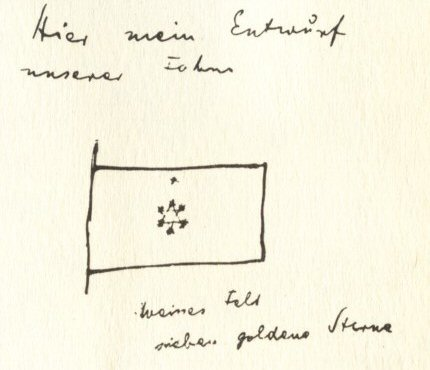
پرچم طراحی شده توسط تئودور هرتزل در دفترچهٔ خاطرات او.

### استفاده در جنبش صهیونیسم
در سال ۱۸۹۷ ستارهٔ داوود در نخستین کنگرهٔ جهانی صهیونیسم به‌عنوان سمبل این جنبش انتخاب شد. یکسال پیش از این نشست تئودور هرتزل در خاطرات خود نوشت: «ما دارای یک پرچم نیستیم ولی به آن احتیاج داریم. اگر ما می‌خواهیم مردان زیادی را رهبری کنیم باید سمبلی بالای سر آن‌ها داشته باشیم. من پرچمی سفید رنگ با هفت ستارهٔ طلایی پیشنهاد می‌کنم. پیش زمینهٔ سفید نشاندهندهٔ زندگی پاک نو ما است. هفت ستاره نشاندهندهٔ هفت ساعت طلایی کار ما هستند. ما به ارض موعود با نشان عزت خود وارد خواهیم شد.»
دیوید و ولفسوهن که یکی از تاجران مهم و از حامیان اصلی جنبش صهیونیسم بود از نداشتن پرچم آگاه بود و پرچم مورد نظر هرتزل نیز در میان یهودیان استقبال زیادی نداشت. او نوشت: «به دستور رهبر ما هرتزل، من به آماده‌سازی برای کنگرهٔ صهیونیسم مشغول شدم. یکی از مسائلی که مرا به خود مشغول کرد این بود که ما دارای پرچمی که مشکل یهودیان را بیان کند نیستیم. ما در کنگره چه پرچمی باید آویزان کنیم؟ ناگهان ایده‌ای به ذهنم رسید. ما یک پرچم داریم که به رنگ آبی و سفید است. تالیت (شال یهودی) که ما به دور خود می‌بندیم وقتی عبادت می‌کنیم: این نماد ما است. بیایید تالیت را از کیسهٔ خود درآورده و آن را در برابر اسرائیل و ملت‌ها آویزان کنیم. از این رو من دستور دادم که یک پرچم آبی و سفید به همراه ستارهٔ داوود تهیه شود. این‌طور بود که پرچم ملی ما که بر فراز کنگره به اهتزاز درآمد ایجاد شد.»

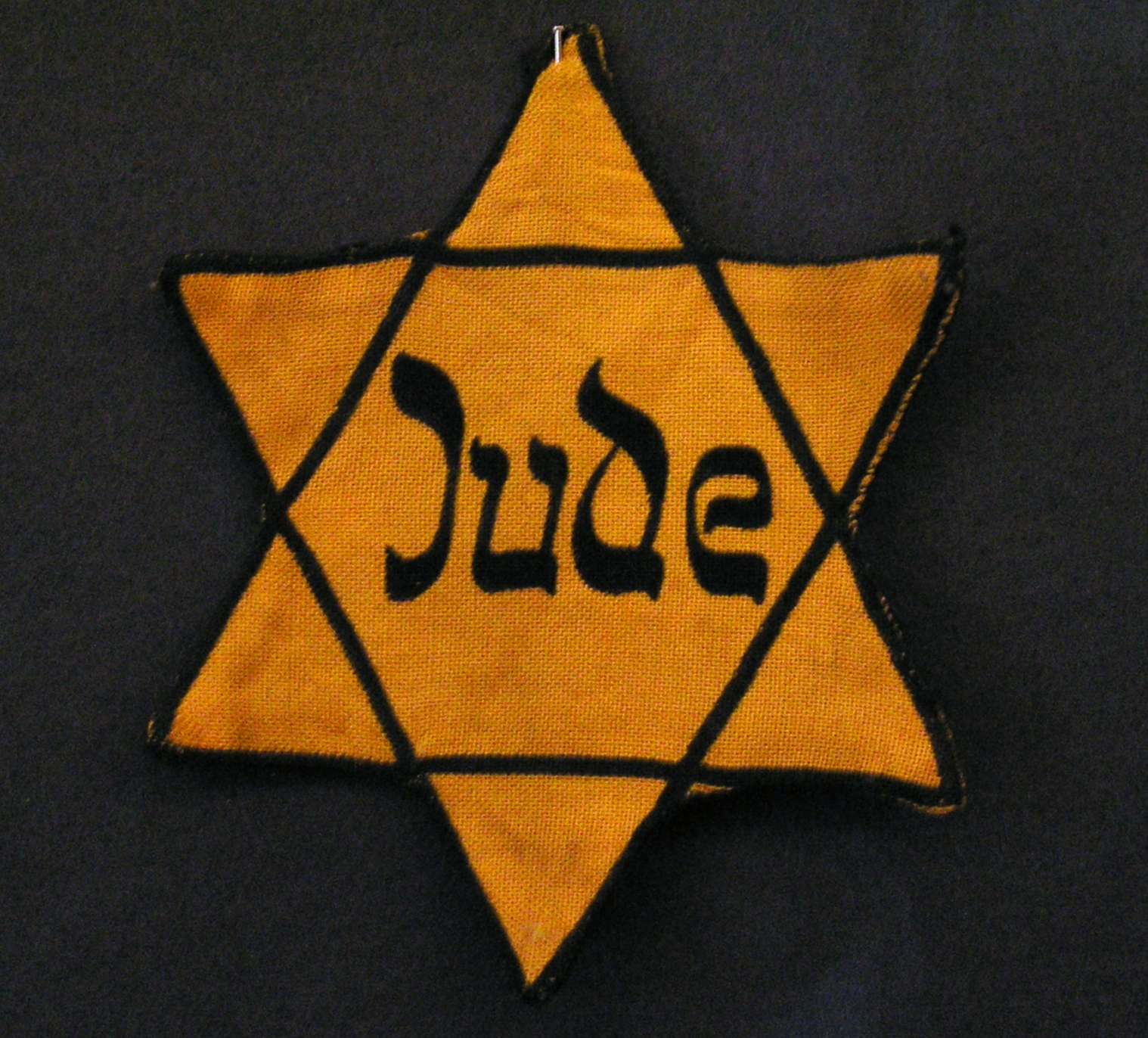
نماد زرد رنگ ستارهٔ داوود به همراه عبارت جود، که توسط آلمان در زمان جنگ جهانی دوم برای شناسایی یهودیان استفاده می‌شد.

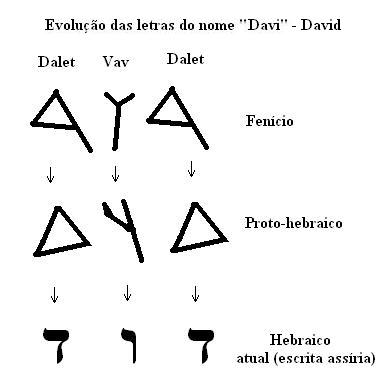
نام داوود در الفبای عبری قدیم دارای دو مثلث بوده است.

### هولوکاست
ستارهٔ داوود معمولاً به رنگ زرد توسط ورماخت برای شناسایی یهودیان استفاده می‌شد. پس از حمله آلمان به لهستان در سال ۱۹۳۹ میلادی مردم درخواست کردند که یهودیان دارای علامت مشخصی شوند. در برخی مناطق یک بازوبند سفید رنگ با یک ستارهٔ داوود آبی رنگ و در برخی مناطق دیگر ستارهٔ زرد رنگ داوود بر روی سینهٔ یهودیان مورد استفاده قرار گرفت. اگر یهودی‌ای بدون این نشانه در انظار عمومی ظاهر می‌شد به سختی مجازات می‌شد. پس از این استفاده از ستارهٔ داوود زرد رنگ به همراه عبارت جود (یهودی به زبان آلمانی) در تمامی مناطق تحت کنترل آلمان انجام شد.

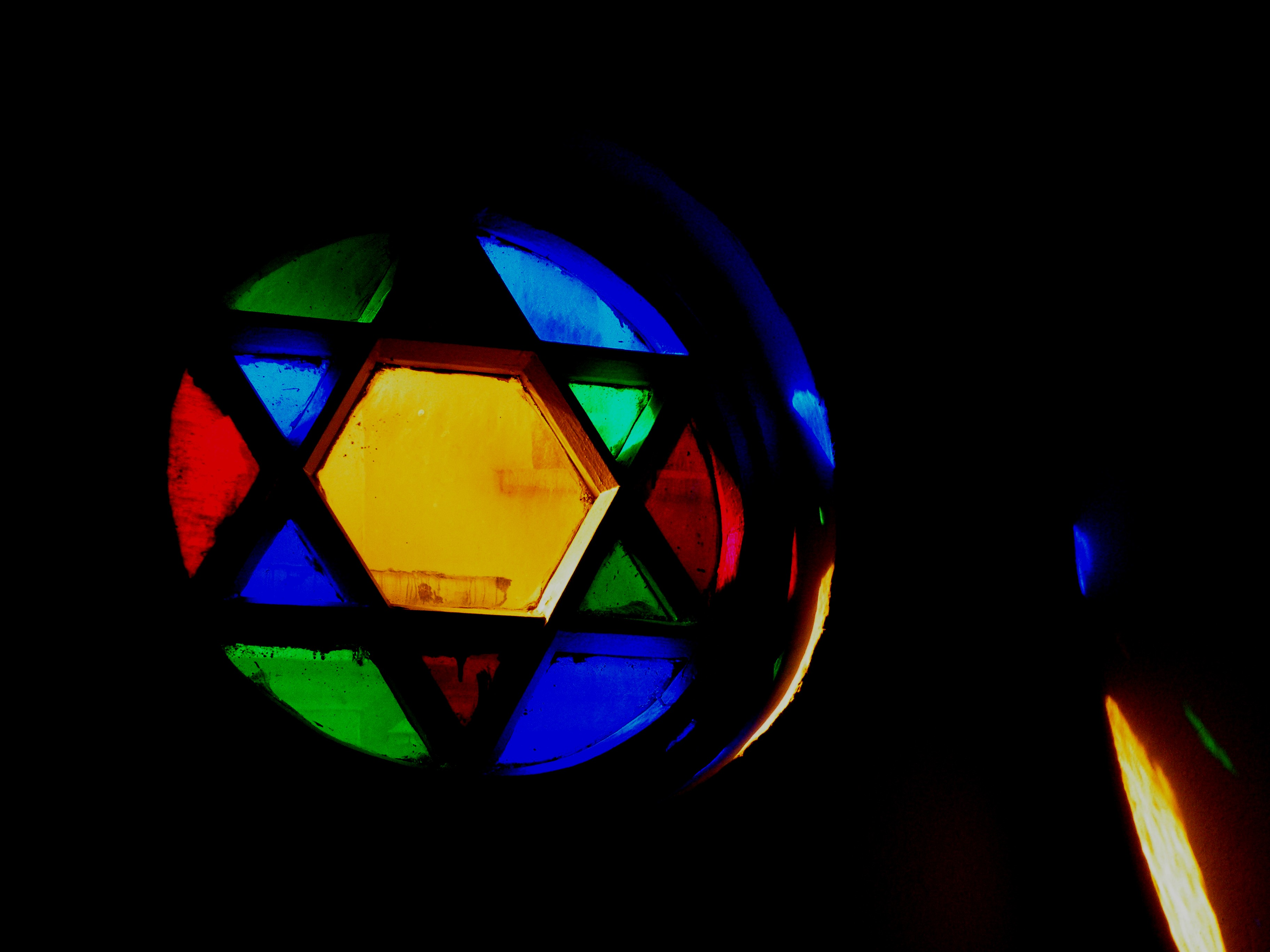
ستارهٔ داوود بر روی کنیسهٔ شنایدر در استانبول، ترکیه.

## استفاده امروزی

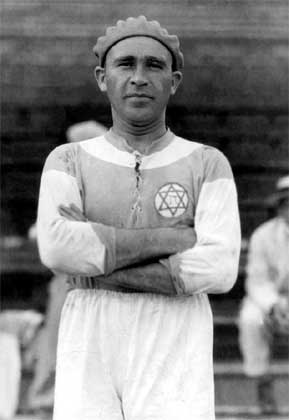
ستاره داوود بر روی لباس

پرچم اسرائیل در سال ۱۹۴۸ میلادی از ستاره داوود استفاده کرد؛ ولیکن طرح اولیه این پرچم در اولین کنگره صهیونیسم در سال ۱۸۹۷ میلادی زده شد. این پرچم گاهی به‌عنوان «پرچم صهیون» شناخته می‌شود.
بعضی یهودیان استفاده از ستاره داوود را به دلیل ارتباط آن با سحر و جادو ممنوع می‌دانند. گروه‌های دیگری مانند نتوری کارتا و ساتمار به دلیل مخالفت با جنبش صهیونیسم از این نماد استفاده نمی‌کنند.
سازمان اورژانس اسرائیل به نام مگن دیوید ادوم از یک ستاره داوود قرمز رنگ استفاده می‌کند.

## در ادیان دیگر
استفاده از ستارهٔ داوود در برخی ادیان دیگر نظیر هرمسیه، کیمیاگری و هندوییسم نیز رایج بوده است.
در نوشتارهای هرمس الهرامسه این سمبل دارای معنی زیادی است. در لوح زمرد نوشته شده است: «هر آنچه در پایین است مانند هر آنچه در بالا است می‌باشد تا معجزات واقعیت ایجاد شود؛ و به دلیل اینکه تمامی واقعیت از یک چیز، با مدیتیشن بر روی یک چیز می‌آیند همهٔ واقعیت از این یک چیز به کمک اقتباس ایجاد شده است.» ارتباط دو مثلث در این دیدگاه نمایانگر یکی‌شدن ماده و روح است. هر آنچه در این دنیا وجود دارد بازتاب آنچه در دنیای نامریی است می‌باشد. تنها با ایجاد هماهنگی و تعادل میان عنصر مذکر (مثلث رو با بالا) و عنصر مؤنث (مثلث رو به پایین) هماهنگی ایجاد می‌شود.
در علوم خفیه نیز از شش ضلعی به کرات استفاده شده است. در میان سرخپوستان نیز این سمبل یافت شده است. در این دیدگاه شش ضلعی نماد مدیتیشن کامل بوده است که ارتباط میان انسان و جن را برقرار می‌کند.
برخی اعتقاد دارند که ستارهٔ داوود در حقیقت یک وضعیت افلاکی خاص بوده است که در زمان تاجگذاری داوود دیده شده است. این وضعیت دوباره در زمان تولد عیسی تکرار شده بود که باعث شد که مغ‌های زرتشتی بتوانند زمان تولد او را با توجه به افلاک متوجه شوند (ببینید: سه مغ).

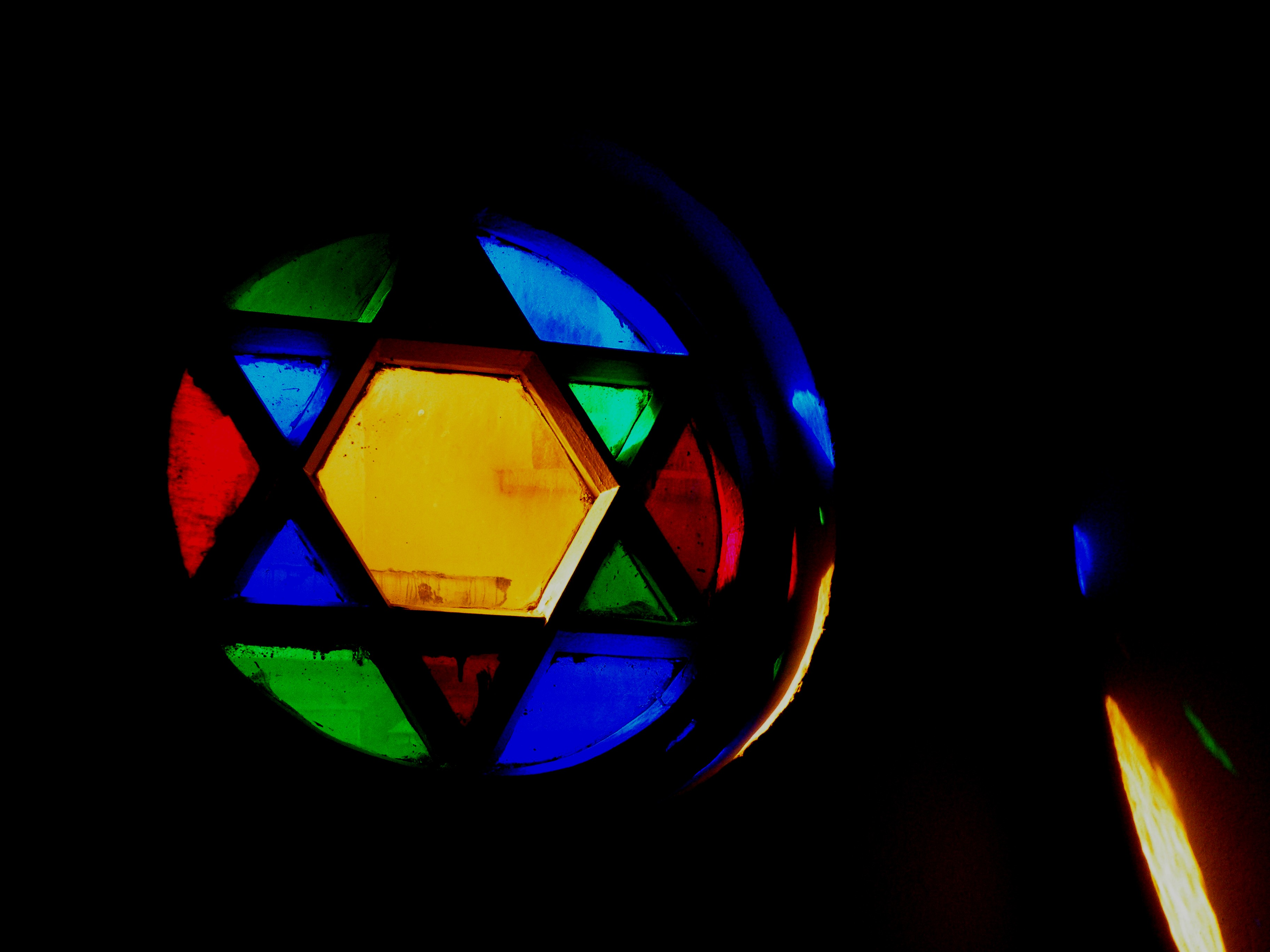
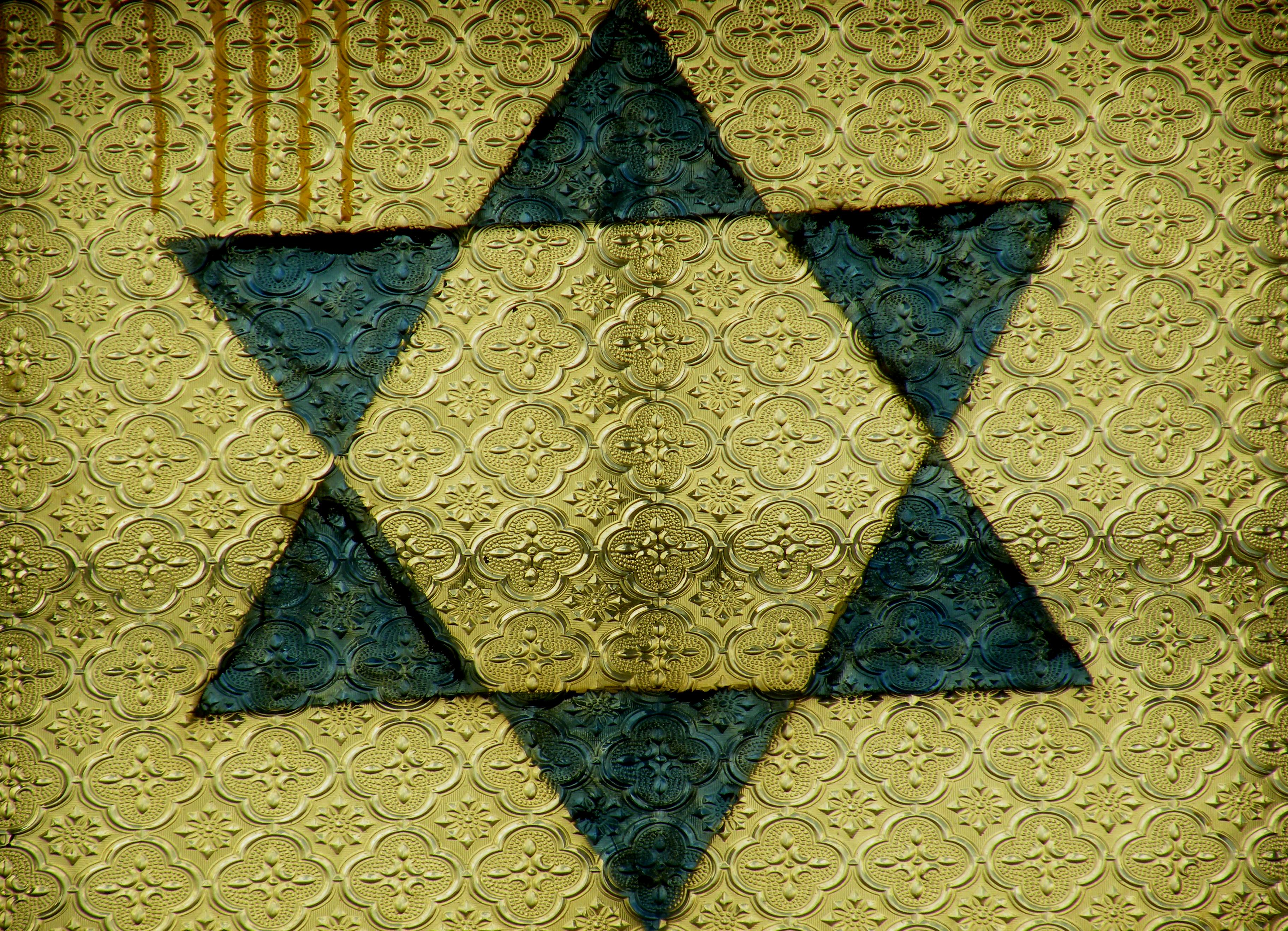
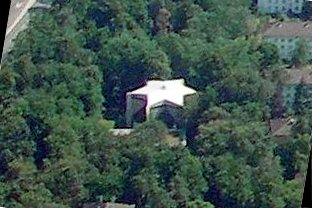
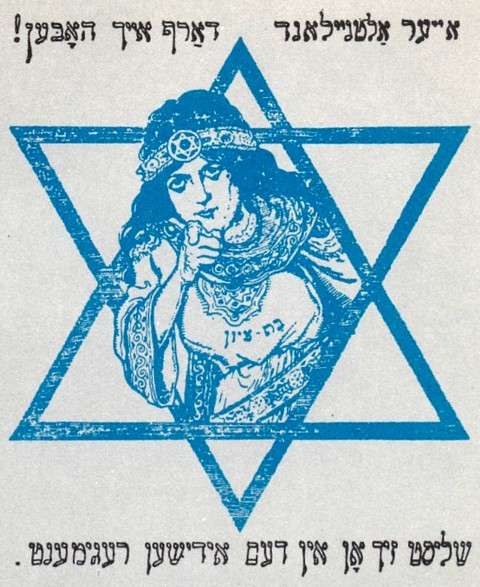
پرچم بوروندی دارای سه ستاره شش پر است.